# Lebac
Lebac  (en maguindanaón: Lëbak; Lebak en hiligueino y filipino) es un municipio filipino de primera categoría, situado al sur de la isla de Mindanao. Forma parte de la provincia de Sultán Kudarat situada en la Región Administrativa de Soccsksargen también denominada Región XII. 
Para las elecciones está encuadrado en el Segundo Distrito Electoral de esta provincia.

## Geografía
El municipio de Lebac encuentra en la parte más septentrional de la zona costera de esta provincia. Linda al norte por los municipios de Upi,  Upi del Sur (South Upi), en la provincia de Maguindanao; al sur con Calamasing; al oeste por el  Mar de Célebes; y al este con  Esperanza e Isulan, capital provincial, de la que dista 168 kilómetros.

### Barrios
El municipio de Lebac se divide, a los efectos administrativos, en 27 barangayes o barrios, conforme a la siguiente relación:
| - Aurelio F. Freires (Población II) - Barurao, I y II - Basak - Bolebok - Bululaguán - Capilan | - Christiannuevo - Datu Karon - Kalamongog - Keytodac - Kinodalán - Nuevo Calinog | - Nuling - Pansud - Pasandalan - Poblacióon I y III - Poloy-poloy - Purikay | - Ragandang - Salamán - Salangsang - Taguisa - Tibpuan - Tran - Villamonte |  |

La ceración del nuevo barrio de Datu Guiabar, segregado de  Poloy-Poloym, queda pendiente de la celebración de un plebiscito.

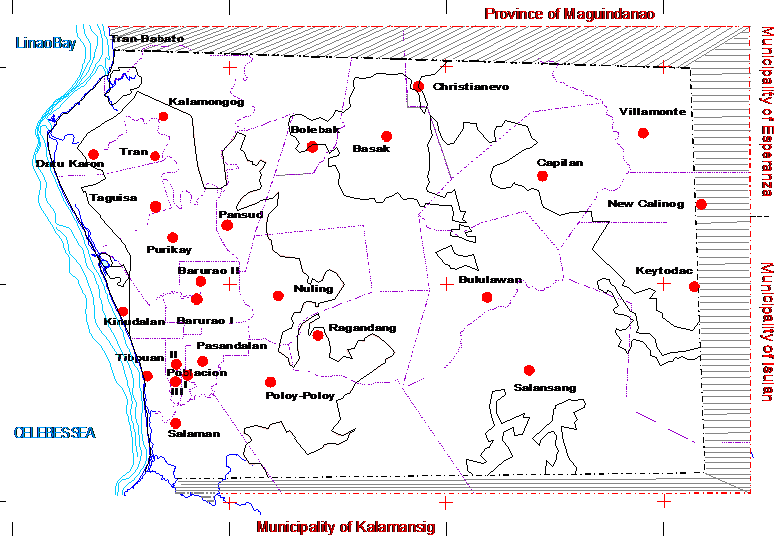
Barrios de Lebak.

## Historia
El vocablo lëbak significa en idioma maguindánao "hueca". Esto se debe a que esta comarca es un hueco entre la montaña oriental y el Mar de Célebes.

### Influencia española
Este territorio formaba parte de la Capitanía General de Filipinas (1520-1898).
Hacia 1696 el capitán Rodríguez de Figueroa obtiene del gobierno español el derecho exclusivo de colonizar Mindanao.
El 1 de febrero de este año parte de Iloilo alcanzando la desembocadura del Río Grande de Mindanao, en lo que hoy se conoce como la ciudad de Cotabato.

### Ocupación estadounidense
En 1945, durante la Segunda Guerra Mundial, cuando los norteamericanos expulsaron a los japoneses, Marcelino A. Concha seguía siendo el Gobernador Militar de la Provincia Imperal de Cotabato. En el mismo año, Aurelio Freires, Sr. fue nombrado Alcalde del Distrito Municipal de Salamán.
El 18 de agosto de 1947 los términos municipales de Lebac y Salamán que formaban parte de los municipios de Kiamba y de Dinag, respectivamente, quedan organizados en un municipio independiente bajo el nombre de Lebak, con la sede del gobierno en el site de Kalamansig.

En 1951 el ayuntamiento se traslada del barrio de Kalamansig al Barrio de Salamán.

### Independencia
Colonos procedentes de Luzón y de las Visayas desembarcaron en esta tierra prometida siendo distribuidos a las distintas zonas de asentamiento donde les fue asignado un lote formado por vivienda y terreno de cultivo.

## Referencias

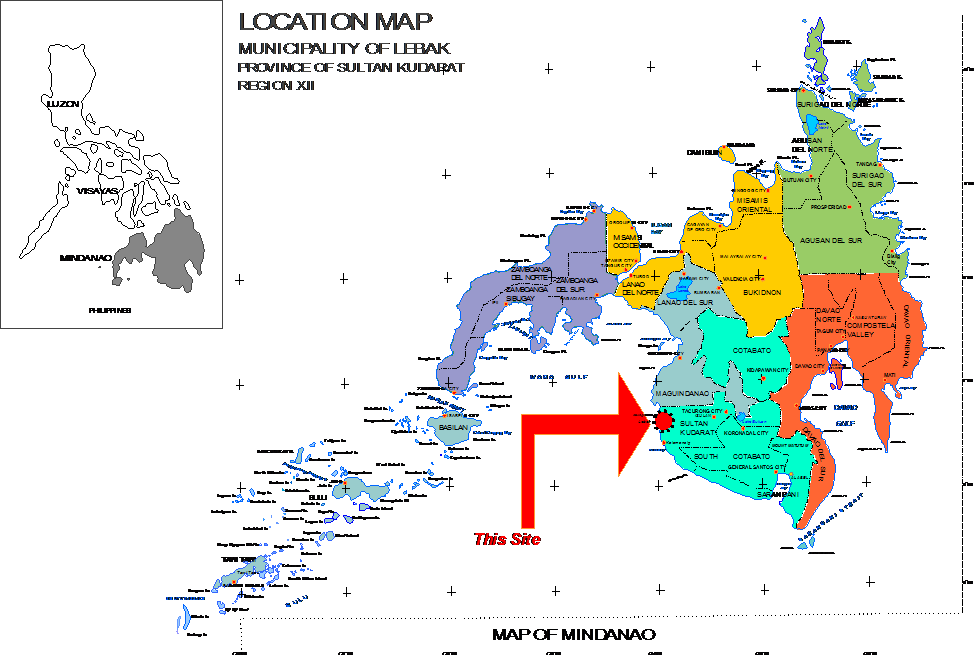
Ubicación de Lebac